# 過去七仏

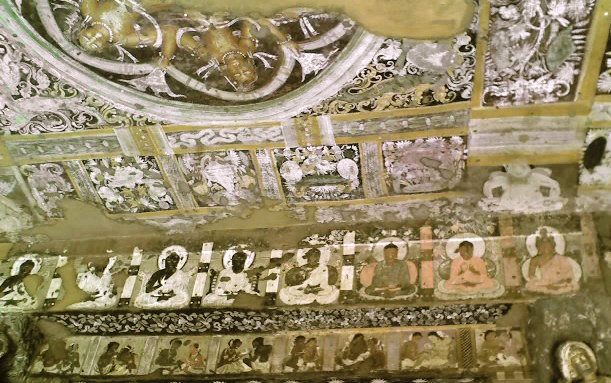
過去七仏。右端は未来仏である弥勒。アジャンター第17窟

過去七仏（かこしちぶつ）とは釈迦仏までに（釈迦を含めて）登場した7人の仏陀をいう。古い順から
1. 毘婆尸仏
2. 尸棄仏
3. 毘舎浮仏
4. 倶留孫仏
5. 倶那含牟尼仏
6. 迦葉仏
7. 釈迦牟尼仏

の7仏。いわゆる過去仏信仰の代表的な例。

## 概要
仏教では過去現在未来の三世に渡ってそれぞれ千人ずつ仏が出現すると説かれているが、前三仏は過去荘厳劫の千仏のうち最後の三仏、後四仏は現在賢劫の千仏のうち最初の四仏といわれる。
仏教では、釈迦仏が仏教という大宗教を成したのは単に釈迦一代のみの事業ではなく、過去においてすでに成道し成仏した前世の功徳が累積した結果であるとする。この考え方は相当古く、紀元前後に建立されたインド・マディヤ・プラデーシュ州のバールフットの欄楯（レリーフ）に、七仏造樹の浮彫がある。
また仏教では一般的に、提婆達多は釈迦仏に違背し逆罪を犯した大悪人とされている。しかし法顕三蔵の『仏国記』などの記録から、後年における提婆達多派の教団では、提婆達多の遺訓を尊び、独自の戒律を定めて、釈迦を除く過去の6仏を信仰していたことが明らかとなっている（なお、近年の研究では、提婆達多は戒律をより厳しくするなどを釈迦仏に進言するも、これが受け入れられなかったことから、釈迦教団から分派したことで、それが次第にスケープゴートにされたものとされている）。
このことから、古代インドの釈迦在世の当時に、既に過去に仏が出世したことがあるとする、過去仏信仰があったことが理解できる。

## 過去七仏

### 毘婆尸仏
梵: Vipaśyin、巴: Vipassī、びばしぶつ。毘鉢尸などとも音写し、勝観、浄観と訳。姓を拘利若（巴: Koṇḍañña、コンダンニャ）で憍陳如と訳す。
過去91劫、人の寿命が8万4千歳の時、槃頭婆提（巴: Bandhumatî、バンドゥマティー）城に生れる。クシャトリア出身。姓は拘利若、父の槃頭婆多（巴: Bandhumata、バンドゥマター）、母は槃頭婆提。
波波羅樹下にて成道した。三会に説法し初会に16万8千人、第2会に10万人、三会に8万人を済度した（阿含経巻1・大本経の説、なお雑一阿含経巻44では、第2会は16万、第3会は10万となっている）。彼の中に騫荼（カンダ）と提舎（ティッサ）という2人の筆頭の弟子がいたという。

### 尸棄仏
梵: Śikhin、巴: Sikhī、しきぶつ。式、式棄などとも音写する。
過去荘厳劫に出現した千仏のうちの第999仏目で、人の寿命が7万歳の時、光相城に生れる。クシャトリア出身。父を明相、母を光曜という。
分陀利樹下に正覚し、三会に説法し初会に10万人、二会に8万人、三会に7万人を済度したという。

### 毘舎浮仏
梵: Viśvabhū、巴: Vessabhū、びしゃふぶつ。毘舎符などとも音写、一切勝、一切有などと訳。
過去31劫、人の寿命が6万歳の時、無喩城に生れる。クシャトリア出身。姓は拘利若（巴: Koṇḍañña、コンダンニャ）、父名は善燈、母名は称戒、一子を妙覚という。なお七仏経では父名を蘇鉢羅底都（そはらていと）王、母名を鉢羅婆縛底（ばらばてい）、城名を阿努鉢麼（あぬばも）とあり、仏名経や七仏父母姓字経にも別の名称があり一致しない。
婆羅（博叉）樹下にて成道し、二会に説法し初会に7万人、二会で6万人を済度したという。

### 倶留孫仏
梵: Krakucchanda、巴: Kakusandha、くるそんぶつ。拘留孫、迦羅鳩忖陀などとも音写し、成就美妙、頂結などと訳す。現在賢劫における千仏の始めの仏とされる。『封神演義』における懼留孫と同一視される。
人の寿命が4万歳の時、安和城に生れる。七仏経では賢劫の第6劫に出世、増一阿含経巻45には人寿が5万歳の時に出世したとあり、一致しない。バラモン出身。姓は迦葉、父名を礼得、母名を善枝という。
尸利樹下にて成道し第一回の説法において4万人の比丘を教下したという。
法顕は、舎衛城より東北に行くこと12由延にして、那毘伽という一邑（村）があり、そこがこの仏の生まれた場所であり、また般涅槃した場所で、皆が起塔した、と法顕伝に述べている。また玄奘も大唐西域記の巻6劫比羅伐卒堵国に、城の南に行くこと50余里にして故き城に至ると卒塔婆（仏塔）があり、この仏が本生まれた場所で、その南から遠くない場所にまた卒塔婆があり、そこが悟りを得て父に見（まみ）えた場所で、その卒塔婆にはこの仏の舎利があり、前に30余尺の石柱が建ち、上に獅子の像が刻まれ、その傍らに彼の入寂の模様が記されてあったが、これは無憂王（アショーカ）が建立したものであった、と伝えている。

### 倶那含牟尼仏
梵: Kanakamuni、巴: Koṇāgamana、くなごんむにぶつ。迦那伽牟尼、拘那含牟尼などとも音写し、金仙人、金寂静などと訳す。賢劫千仏の第二仏。
人寿が4万歳（3万歳とも）の時に出世した。弟子は7万人いたという。バラモン出身で、姓を迦葉および婆羅堕といった。父名を耶睒鉢多（巴: Yaññadatta、大徳とも）、母名を鬱多羅（巴: Uttarā、善勝とも）という。名前の倶那含は金、牟尼は仙人のことで、彼の身は金色だったゆえにこの名がついた。
烏曇婆羅 Uḍumbara 樹下において成道し、第一会の説法をもって3万の比丘が阿羅漢果を得たという。この仏は現在の賢劫中において出世したため、多くの遺跡があったと伝える。
法顕伝には、舎衛城より東南に12由延云くと倶留孫仏の生まれた那毘伽邑で、そこからまた北に1由延満たずして一邑あり、ここが倶那含牟尼仏が生まれた処で、ここからまた東に1由延行くと釈迦仏が生まれたカピラ城があったと伝えている。また玄奘の西域記にも倶留孫仏と同様に、この仏の舎利を収めた20余尺の卒塔婆の記述がある。

### 迦葉仏
梵: Kāśyapa、巴: Kassapa、かしょうぶつ。迦葉波などと音写し、飲光と訳す。
人の寿命が2万歳の時に出世した。バラモン出身。姓は同じく迦葉。父名を梵徳、母名を財主といい、子を集軍（進軍とも）いう。汲毘（波羅毘、パーラビー）王の波羅捺に生まれた。
尼拘律陀（ニグローダ）樹下において成道。第一会の説法において弟子2万人を済度したという。涅槃経では、邪な比丘衆から覚徳比丘を守った有徳王の説話があるが、この覚徳比丘が迦葉仏になったと説かれている。

## 関連仏典
過去七仏は『長阿含経』中の「大本経」や『仏名経』、『普曜経』などの中に見え、単独の経典としては『七仏経』『毘婆尸仏経』『七仏父母姓字経』などがある。パーリ語仏典では『大本経』（マハーパダーナ）が対応する。一方、『仏種姓経』（ブッダヴァンサ）では、燃灯仏から釈迦牟尼仏までの二十五仏を列挙し、さらに燃灯仏以前に三仏があったことを述べる。